# Włodzicka Góra
Der Włodzicka Góra, deutsch: Königswalder Spitzberg, 757 m ist ein markanter Berggipfel in den polnischen Mittelsudeten. Er ist der höchste Gipfel der Neuroder Berge (polnisch Wzgórza Włodzickie).
Der Berg erhebt sich in Form eines steilen, ziemlich regelmäßigen Kegels, der in südöstlicher Richtung in einen langen, ebenen Grat übergeht. Die westlichen, nordwestlichen und steilen nordöstlichen Hänge fallen in Richtung der Walditz ab. Der Gipfel und ein beträchtlicher Teil der Hänge sind mit Fichten- und Buchenwäldern bewachsen. Die unteren Teile des Hangs und der Südwesthang sind von Wiesen bedeckt. Am Fuße des nordöstlichen Hangs liegt das im Deutschen namensgebende Dorf Świerki (Königswalde).  Auf dem Gipfel des Spitzbergs befindet sich ein wiederaufgebauter Aussichtsturm.

## Geologie
Die Hänge des Spitzbergs bestehen hauptsächlich aus Blasensandstein, in dem sich karbonische Sandsteine und Konglomerate erstrecken. Am Königswalder Spitzberg tritt blasiges Porphyrgestein zu Tage, das von Melaphyr unterteuft ist. Der Porphyr und Melaphyr ist von Querverwerfungen betroffen.